# 芦田実
芦田 実（あしだ みのる）は、日本の化学研究者である。埼玉大学教育学部教授。専門分野は科学教育、物理化学一般、無機化合物。

## 略歴
- 1973年 埼玉大学教育学部卒業
- 1975年 東京都立大学 (1949-2011)大学院理学研究科修士課程修了
- 1978年 広島大学大学院理学研究科博士課程修了。理学博士（広島大学）
- 1978年 福岡工業大学助手
- 1983年 福岡工業大学専任講師
- 1987年 福岡工業大学助教授
- 1988年 埼玉大学教育学部助教授
- 1999年 埼玉大学教育学部教授

## 論文
- 「脱臭剤,脱色剤,乾燥剤としての炭など」（共著）, 理科の教育  Science education monthly 51(2), 40-41, 2002年
- 「簡単に出来るパソコン計測実験」『理科の教育』（学術雑誌、2001年）
- "Kinetics of Bromate-Chromium , -Manganese , -Ruthenium , and -Iron Ion Reactions" , Journal of Saitama University , Faculty of Education (Mathematics and Natural Science),47/1,13-26, 1998
- 「化学物質の測色」（共著）, 年会論文集 21, 415-416, 1997年
- 「カラーグラフィックスによる化学物質の色の表示」（共著）, 化学と教育 41(1), 17-18, 1993年
- 「純銅の空気中フレッチング摩擦における酸素と水蒸気の吸着効果」『材料』（学術雑誌、1991年）
- 「低炭素鋼の空気摩耗に伴うT 1-せん移に関する研究」（共著）, 材料 39(445), 1398-1404, 1990年
- 「酸・塩基指示薬の呈色のマイコン, CRT 上への再現」（共著）, 化学と教育 38(3), 338-339, 1990年
- 「炭素鋼のシビヤおよびマイルド磨耗面の表面形状解析」（共著）, 材料 39(437), 214-220, 1990年
- Special articles on zeolite chemistry and technology. Adsorptive behavior of xenon in zeolitic pore of faujasite. （共著）, 日本化学会誌 (3), 458-462, 1989
- 「超音波振動を伴う炭素鋼の磨耗に及ぼす静荷重の影響」（共著）, 材料 33(373), 1330-1335, 1984年